# Ей Джи Си Флет Глас Юръп
Ей Джи Си Флет Глас Юръп (AGC Flat Glass Europe), до 2007 година Главербел (Glaverbel), е белгийска стъкларска компания. Тя има около 100 производствени обекта в различни части на Европа, в които работят около 10 700 служители. Произвежда предимно плоско стъкло, включително специални стъкла (бронирани, изолационни, противопожарни и други).
Главербел е основана през 1961 година със сливането на двата най-големи производители на стъкло в Белгия Главер и Юнивербел. През 1965 година компанията открива първата в Европа производствена линия за флоатно стъкло в Мустие сюр Самбр, където и днес е един от основните ѝ заводи. През 1972 година Главербел е придобита от френската група Бе Ес Ен (днес Данон), а през 1981 година става част от групата Асахи Глас Къмпани, която в началото на 21 век е най-големият производител на стъкло в света.